# Ogólnopolska Spartakiada Młodzieży
Ogólnopolska Spartakiada Młodzieży – zawody juniorów i juniorów młodszych organizowane od 1969 roku przez GKKFiS, Ministerstwo Oświaty i Wychowania, związki sportowe oraz organizacje sportowe. 

## Historia
Spartakiady organizowano  po II wojnie światowej w ramach współzawodnictwa sportowego. Do połowy lat 60. XX wieku odbyły się trzy Ogólnopolskie Spartakiady.  I Ogólnopolska Spartakiada Sportowa odbyła się w dniach  8–16 września 1951 roku w Warszawie i Łodzi. Zgłoszono udział 2764 uczestników w 9 dyscyplinach. W tym 100 w boksie, 379 w gimnastyce, 80 w kolarstwie, 346 w koszykówce, 82 w lekkoatletyce, 347 w piłce siatkowej, 348 w pływaniu i 50 w torze przeszkód. Druga odbyła się w lipcu 1954 roku w Warszawie i Wrocławiu. Zawody rozgrywano w 11 dyscyplinach: boksie, gimnastyce, kolarstwie, koszykówce, lekkoatletyce, piłce siatkowej, pływaniu, podnoszeniu ciężarów, strzelectwie, szermierce i zapasach. W 1964 roku odbyła się III Centralna Spartakiada. Zawodnicy rywalizowali w 13 dyscyplinach sportowych: boksie, gimnastyce, kajakarstwie, koszykówce, kolarstwie, lekkoatletyce, piłce nożnej, piłce ręcznej, piłce siatkowej, pływaniu, podnoszeniu ciężarów, szermierce i zapasach.  
W latach 60. XX wieku podjęto decyzję, że będą organizowane wyłącznie dla młodzieży. I Ogólnopolska Spartakiada Młodzieży, która została zorganizowana w 1969 roku miała być również formą uczczenia 25 lecia Polski Ludowej. Finały I Spartakiady odbyły się na terenie województw wrocławskiego i poznańskiego i objęły 21 dyscyplin: akrobatyka sportowa, boks, gimnastyka sportowa, judo, lekkoatletyka, łucznictwo, kolarstwo szosowe, piłka nożna, piłka ręczna mężczyzn i kobiet, piłka siatkowa mężczyzn i kobiet, strzelectwo, szermierka, tenis ziemny oraz zapasy w stylu klasycznym i wolnym, koszykówka mężczyzn i kobiet, pływanie i podnoszenie ciężarów, kajakarstwo i wioślarstwo, kolarstwo torowe i żeglarstwo. 
II Ogólnopolska Spartakiada została otwarta 21 lipca na stadionie Śląskim w Chorzowie. Zwycięzcami spartakiady zostali reprezentanci Warszawy. Zamknięcie odbyło się 31 lipca w hali Baildon w Katowicach.  
III Ogólnopolska Spartakiada została otwarta 22 lipca 1973 roku na stadionie Wisły. Uczestników powitał przewodniczący Prezydium Rady Narodowej m. Krakowa Jerzy Pękala. Po oficjalnym otwarciu spartakiady przez przewodniczącego Głównego Komitetu Kultury Fizycznej i Turystyki Bolesława Kapitana na maszt podniesiono flagę państwową, flagę miasta Krakowa i spartakiady. Znicz zapaliła 16-letnia zawodniczka WKS „Wawel" Anna Pstruś. 1730 uczennic z kaliskich szkól zaprezentowało pokaz gimnastyczny podczas którego układały hasła: „III Spartakiada", „Sport to młodzież", „PZPR siłą narodu". Spartakiada była rozgrywana na obiektach sportowych Krakowa, w Andrychowie, Chrzanowie, Nowym Sączu, Tarnowie oraz w Poznaniu i Pucku. Udział w niej wzięło 6 tysięcy uczestników ze wszystkich województw. W ogólnej klasyfikacji wygrała Warszawa, drugie miejsce zajęły Katowice, a trzecie Bydgoszcz. Uroczystość zakończenia Spartakiady odbyła się 31 lipca 1973 roku w Hali Wisły.  
W latach 1969-1979 zawody organizowano co 2 lata, od 1980 rokrocznie w 4 blokach dyscyplin sportowych: sporty zimowe, biegi przełajowe, sporty letnie i sporty halowe. Celem Ogólnopolskiej Spartakiady Młodzieży było propagowanie i upowszechnianie sportu.
Jednym z propagatorów Spartakiady Młodzieży był Jan Mulak.